# 谷洗馬
谷 洗馬（たに せんば、1885年1月15日 ‐ 1928年8月1日）とは、大正時代から昭和時代初期にかけての挿絵画家。

## 来歴
富岡永洗の門人。本名は谷栄一。東京の生まれ。雑誌『少年倶楽部』や『日本少年』などに武者絵を描いており、特に馬の絵で知られた。もとは戦争画を志望していたが、海外の戦画から日本の戦争絵まで幅広く研究するうちに馬の魅力に取り付かれ、馬絵を自らのライフワークとした。また、1927年には改正された『馬術教範』の挿絵を担当している。さらに、馬好きが高じて自宅の半分を厩舎にして家族で馬を飼い、三児の名前に馬の字をつけるほどの馬尽くしであった。